# Centenario de la Constitución Política de los Estados Unidos Mexicanos

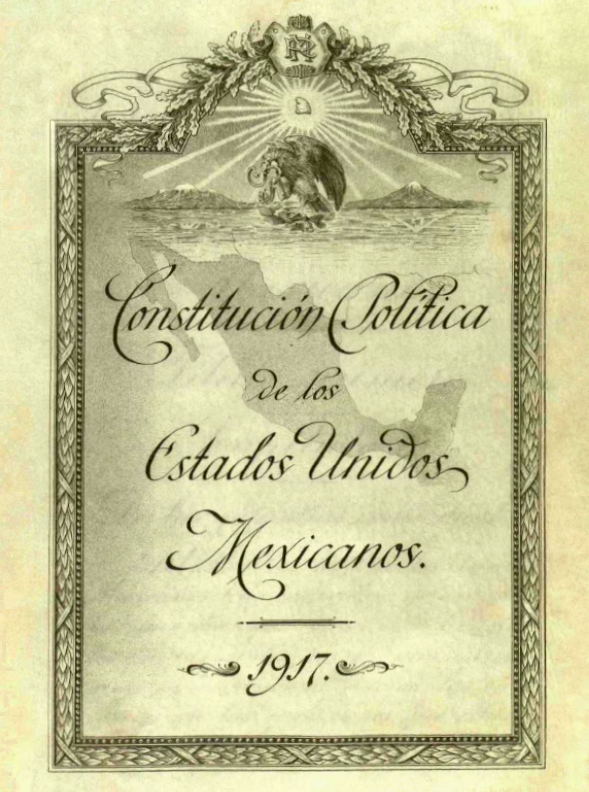
Portada interior original de la Constitución Política de los Estados Unidos Mexicanos, de 1917.

El Centenario de la Constitución Política de los Estados Unidos Mexicanos fue una serie de actividades culturales, académicas, cívicas y políticas celebradas en México, en todas sus ciudades y estados, en conmemoración a los 100 años de la promulgación de la Constitución Política de 1917 que rige desde entonces la vida política y social de este país, la cual se llevó a cabo en la ciudad de Querétaro el 5 de febrero de 1917. Aunque se han llevado a cabo actividades conmemorativas desde los años 2015 y 2016, los eventos centrales tuvieron lugar durante el año 2017, el cual, fue  declarado por el Senado de la república, como el «Año del Centenario de la promulgación de la Constitución Política de los Estados Unidos Mexicanos».

## Comité de Festejos
Con ocasión del 96.º aniversario de la promulgación de este documento, fue firmado el acuerdo por el cual se integró el Comité de Festejos del Centenario, con la participación de los tres poderes de la nación: el presidente de la República, Enrique Peña Nieto, la Suprema Corte de Justicia de la Nación y el poder legislativo, representado por la Cámara de Senadores y la Cámara de Diputados. La secretaría técnica de este comité quedó a cargo del Instituto Nacional de Estudios Históricos de las Revoluciones de México.

## Celebraciones en 2017

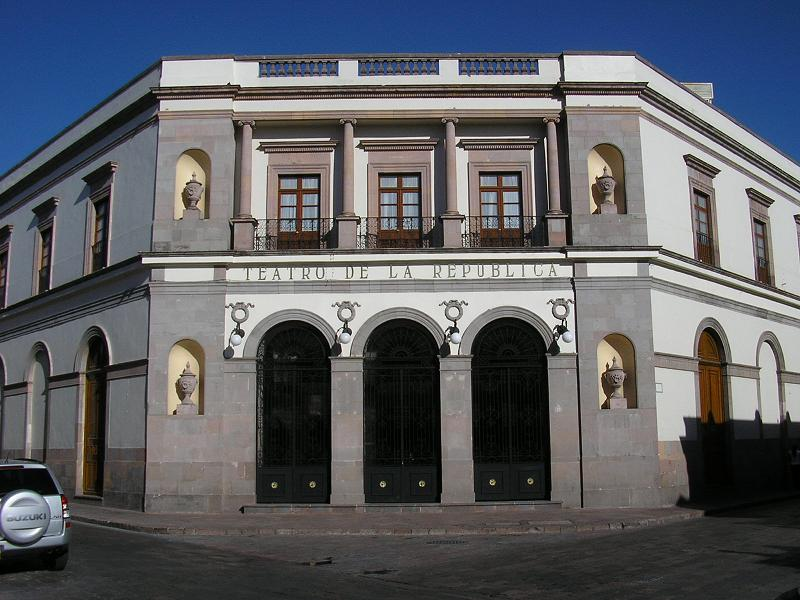
Teatro de la República (antes Teatro Iturbide) en Querétaro, en donde fue firmada la Constitución el 5 de febrero de 1917.

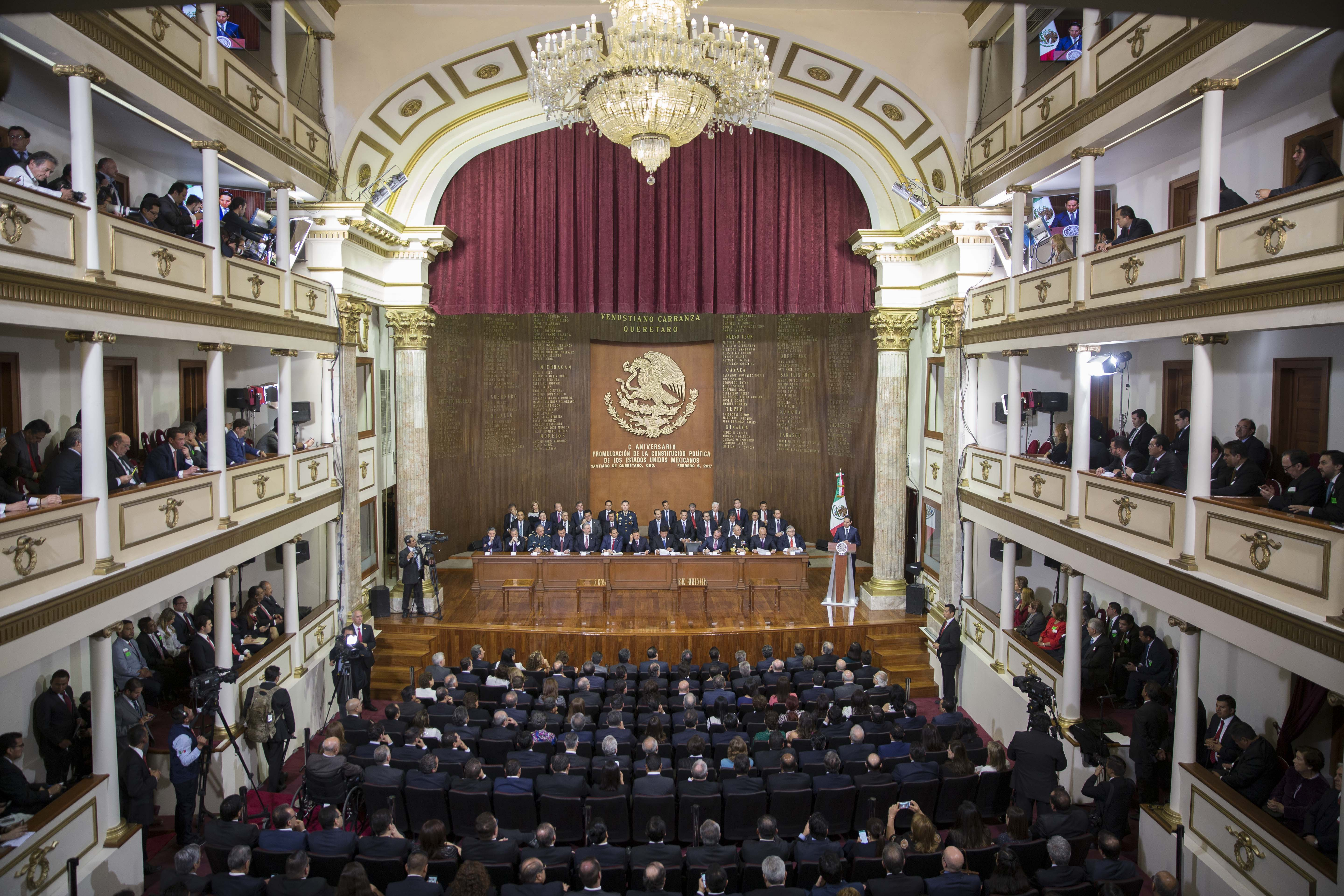
Ceremonia Oficial del Centenario de la Constitución de 1917.

Como parte de las celebraciones por el centenario de la Constitución en febrero de 2017, se han organizado una diversidad de eventos en toda la república mexicana que incluye ceremonias cívicas solemnes, exposiciones fotográficas y de los documentos originales, conferencias, presentaciones de libros, conciertos, carreras deportivas, charreadas y desfiles entre otros, siendo el evento central la ceremonia encabezada por el presidente de la república en el teatro Iturbide de Querétaro en donde fue firmada la Constitución el 5 de febrero de 1917.

### Querétaro
En la ciudad de Querétaro se llevó a cabo la ceremonia cívica central del centenario de la Constitución Política de los Estados Unidos Mexicanos, el domingo 5 de febrero de 2017, encabezada por el presidente de la república Enrique Peña Nieto, el gabinete del gobierno federal, representantes del poder legislativo y judicial, así como los 32 gobernadores de los estados de la república mexicana.

### Ciudad de México

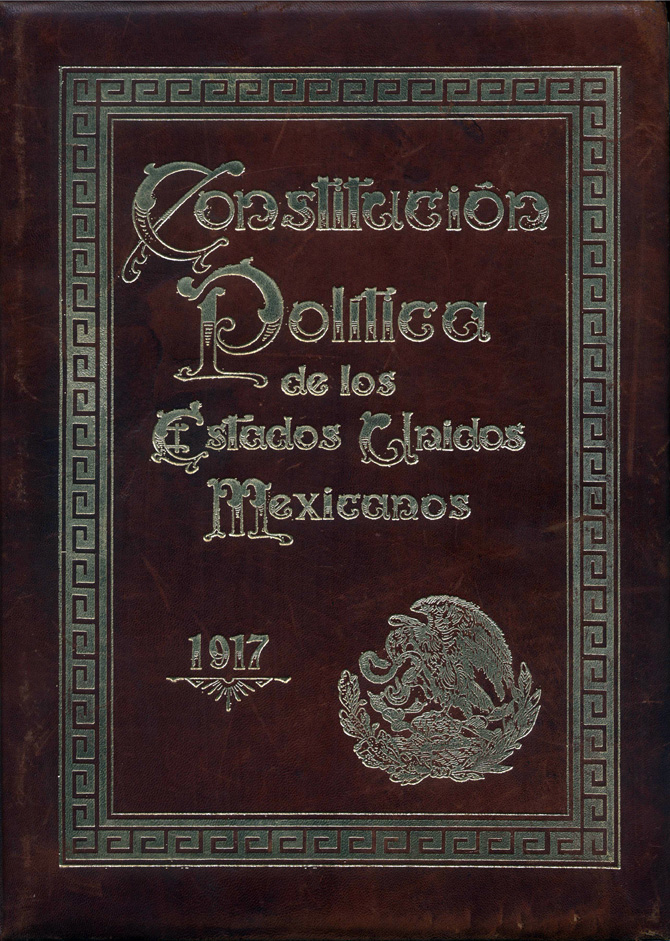
Portada Original de la Constitución Mexicana de 1917, exhibida en Palacio Nacional durante 2017.

En enero de 2017, el documento original de la Constitución de 1917, fue considerado de particular importancia por ello fue trasladado del Archivo General de la Nación al Palacio Nacional junto a otros 72 documentos relevantes de la historia de México como el Acta de Independencia, los Sentimientos de la Nación, y las Constituciones de 1814, 1824 y 1857 entre otros, a fin de formar parte de una exposición para festejar el centenario de la carta magna que reúne por primera vez todos estos documentos. La exposición se exhibió hasta el 16 de septiembre de 2017.
En el Museo Nacional de la Revolución, se realizó un programa de actividades el 4 y 5 de febrero que incluyó música, talleres lúdicos, exhibición de películas revolucionarias, visitas guiadas y una exposición denominada Las ideas de los constituyentes de 1917, en la que se exhibieron objetos pertenecientes a personajes históricos como la silla de Venustiano Carranza y una primera edición de la constitución. También se llevaron a cabo conferencias y un concierto a cargo de la Orquesta Filarmónica de la Ciudad de México.
En las rejas del bosque de Chapultepec, la Secretaría de Cultura del Gobierno de la Ciudad de México, exhibió durante los meses de febrero y marzo de 2017, una exposición cronológica de fotografías también alusivas a la promulgación de la constitución de 1917. También la Orquesta Típica de la Ciudad de México ofreció un concierto gratuito en el Centro Cultural Universitario Tlatelolco para celebrar la fecha y en donde será interpretado el Huapango de Moncayo y el Son de la negra, piezas muy representativas del folclore mexicano. En el Museo de los Ferrocarrileros se exhibió la cinta Vámonos con Pancho Villa (1936), de Fernando de Fuentes, considerada una de las mejores películas del cine mexicano. Mientras que en el Palacio de Bellas Artes, la Orquesta Sinfónica Nacional también ofreció un concierto el domingo 5 de febrero con música clásica de autores mexicanos como Carlos Chávez y Silvestre Revueltas. Este concierto fue encargado por el director artístico Carlos Miguel Prieto.

### San Luis Potosí
En el Museo Regional Potosino se realizó una exposición fotográfica de febrero a junio de 2017, en donde se exhibieron imágenes históricas de los personajes del Congreso constituyente de 1917, así como una réplica de la Constitución original. Se realizó también una conferencia a cargo del historiador Adán Nieto de la Universidad Autónoma de San Luis Potosí en torno al legado de Venustiano Carranza, un concierto de corridos de la revolución y una mesa redonda.